# Gaston Gibéryen
Gaston (Gast) Henri Gibéryen (ur. 29 czerwca 1950 w Born) – luksemburski polityk, samorządowiec i działacz związkowy, deputowany, pierwszy przewodniczący Alternatywnej Demokratycznej Partii Reform.

## Życiorys
Z zawodu monter. Został etatowym działaczem związkowym Neutral Gewerkschaft Lëtzebuerg, w latach 1979–1989 był sekretarzem generalnym tej organizacji, następnie do 2003 jej prezesem. Wyróżniony następnie tytułem honorowego prezesa NGL. Od 1976 zasiadał w radzie gminy Frisange, w latach 1982–2005 sprawował urząd burmistrza tej miejscowości.
W 1987 był jednym z założycieli działającej początkowo na rzecz emerytów Alternatywnej Demokratycznej Partii Reform. Do 1989 pełnił funkcję przewodniczącego tego ugrupowania. W 1989 po raz pierwszy uzyskał mandat posła do Izby Deputowanych, z powodzeniem ubiegał się o reelekcję w 1994, 1999, 2004, 2009, 2013 i 2018. Jako zastępca członka reprezentował luksemburski parlament w Konwencie Europejskim. Z zasiadania w Izbie Deputowanych zrezygnował w 2020.
Oficer Orderu Korony Dębowej (1999), Komandor Orderu Zasługi Wielkiego Księstwa Luksemburga (2004).